# Phaeosphaeria nodorum
Phaeosphaeria nodorum (sinònim i nom taxonòmic correcte: Parastagonospora nodorum) és una espècie de fong ascomicot de l'ordre dels dotideomicets (Dothideomycetes). És un dels fongs fitopatògens principals sobre el blat (Triticum aestivum).

## Cicle
La infecció ocorre en cicles repetits asexuals o sexuals. Les espores se dispersen per esquitxades d'aigua de la pluja o pel vent que arriben a les fulles on hi germinen les espores i produeixen les hifes que envaeixen les fulles i hi produeixen cossos fructífers asexuals.
Parastagonospora nodorum també és un organisme model i un dels primers fongs genèticament modificats i utilitzats per testar els fungicides.